# Gongong
Gongong eller gong er en metalskive, som man slår på med en kølle med filt- eller garnhoved. Selve gongongen fås i størrelser op til 2 meter i diameter, men er oftest mellem 30 og 100 cm.
"Gongong" bruges oftest om et signalinstrument, mens "gong" bruges om musikinstrumenter af flere forskellige udformninger. Inden for musik skelnes mellem stemte og ustemte gonger. En ustemt gong kaldes en tamtam - ikke at forveksle med ordene tam eller tom-tom, der er betegnelser for en tromme.
Gongen stammer fra Sydøstasien, hvor den gennem tusinder af år har spillet en vigtig rolle ved udøvelse af religion og ved andre rituelle handlinger. Første skriftlige omtale af en gong skete i Kina i år 500 før vor tidsregning.
En gong eller tamtam frembringer en meget fyldig lyd, der afhængig af størrelse og anslag kan være særdeles kraftig. Instrumentet har siden slutningen af 1700-tallet været brugt i vestlig symfonisk musik (for eksempel i Mars-delen af suiten "Planeterne" af Gustav Holst) og bruges også af og til i rock og anden rytmisk musik (for eksempel i slutningen af Queens "Bohemian Rhapsody" og i temaet til James Bond-filmene).
Gongen kan også spilles med en cello- eller kontrabasbue, hvormed der skabes en unik og særskildt lyd.

## Trivia
I reklameserien Happy Dolphin er der en kok med navnet Gong-Gong.

## Fodnoter
1. ↑  Vienna Symphonic Library – Percussion Instruments – Gong Arkiveret 21. februar 2009 hos  Wayback Machine. Hentet 29. december 2008.

- Wikimedia Commons har flere filer relateret til Gongong